# أوسكار إميليو روجاس
أوسكار إميليو روجاس (بالإسبانية: Óscar Rojas Ruiz) (27 أبريل 1979 في كوستاريكا - ) هو لاعب كرة قدم كوستاريكي في مركز الهجوم. شارك مع منتخب كوستاريكا لكرة القدم. أما مع النوادي، فقد لعب مع تايجرز أونال ونادي تشياباس وأتلاتيكو إيرابواتو وتيبورونيس روخوس دي فيراكروز وزاكاتيبيك ودورادوس سينالوا ونادي موريليا الرياضي وVenados F.C. ‏ وIndios de Ciudad Juárez ‏ وطوروس نيزا وA.D. Carmelita ‏ واستوديانتس دي التاميرا ‏ و وريبوسيروس دي لا بيداد ‏ وTigres UANL Premier ‏ ونادي هيريديانو.

## وصلات خارجية
- أوسكار إميليو روجاس على موقع الاتحاد الدولي (مؤرشف)  (الإنجليزية)
- أوسكار إميليو روجاس على موقع قاعدة بيانات كرة القدم.إي يو (الإنجليزية)
- أوسكار إميليو روجاس على موقع ناشيونال فوتبول تيمز (الإنجليزية)
- أوسكار إميليو روجاس على موقع Soccerway.com (الإنجليزية)